# Tata Daewoo Commercial Vehicle
La Tata Daewoo Commercial Vehicle (in coreano hangŭl:타타대우상용차) è un'azienda coreana produttrice di autocarri, fondata con questo nome nel 2004 e attualmente facente parte del gruppo Tata Motors. Le sue origini come costruttore di veicoli da trasporto risalgono al 2002 con la separazione di Daewoo Commercial Vehicle dal resto del conglomerato Daewoo e ancora più indietro le prime costruzioni di autocarri risalgono agli accordi di collaborazione con la General Motors risalenti agli anni settanta.

## Modelli di autocarro

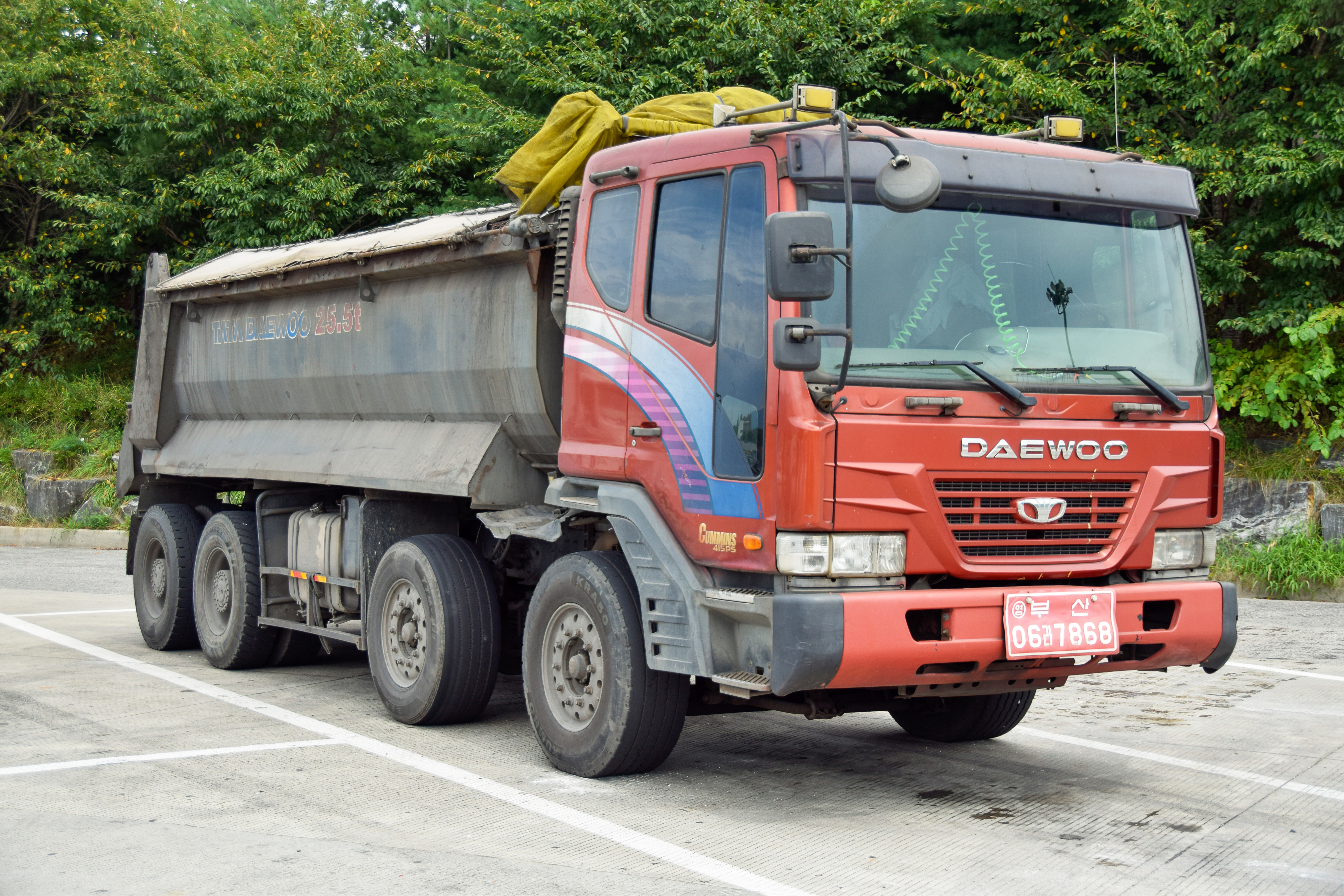
Un dumper Tata Daewoo Novus 8×4 in Corea del Sud.

- GMK/Chevrolet/Isuzu Truck (GM Korea Motor Company, 1971)
- SMC Truck (Saehan Motor Company, 1976)
- Elf (Saehan Motor Company, 1976)
- Daewoo Truck (Daewoo Motor Company, 1983)
- Elf New Model (Daewoo Motor Company, 1986)
- Daewoo Truck New Model (Daewoo Motor Company, 1986)
- Daewoo Truck Super New Model (Daewoo Motor Company, 1993)
- Daewoo Chasedae Truck (Daewoo Motor Company, 1995)
- Daewoo Novus Truck (Tata Daewoo, 2004)